# Conops nigrofasciatus
Conops nigrofasciatus är en tvåvingeart som beskrevs av Krober 1916. Conops nigrofasciatus ingår i släktet Conops och familjen stekelflugor. Inga underarter finns listade i Catalogue of Life.